# Кварта (музичний інтервал)
Ква́рта (лат. quartus — четвертий) — музичний інтервал між першим та четвертим ступенем діатонічної гами. Також четвертий ступінь гами. Кварта — консонуючий інтервал.

## Види
Розрізняють 3 види кварти:

- чиста кварта (a), (2,5 тони)
- збільшена кварта (b), (енгармонічно еквівалентна тритону)
- зменшена кварта (с), (енгармонічно еквівалентна великій терції)

## Співвідношення частот
| Стрій                   | Чиста кварта                 | тритон                            |
| ----------------------- | ---------------------------- | --------------------------------- |
| піфагорійський          | {\displaystyle \ 3:4}        |                                   |
| рівномірно темперований | {\displaystyle \ 1:2^{5/12}} | {\displaystyle 1:{\sqrt[{2}]{2}}} |

## Звучання
- Кварта
  - Висхідна послідовність  C-F
  - Низхідна послідовність  C-G
- Тритон (збільшена кварта)
  - Висхідна послідовність  C-Fis
  - Низхідна послідовність  C-Ges